# AIRPod

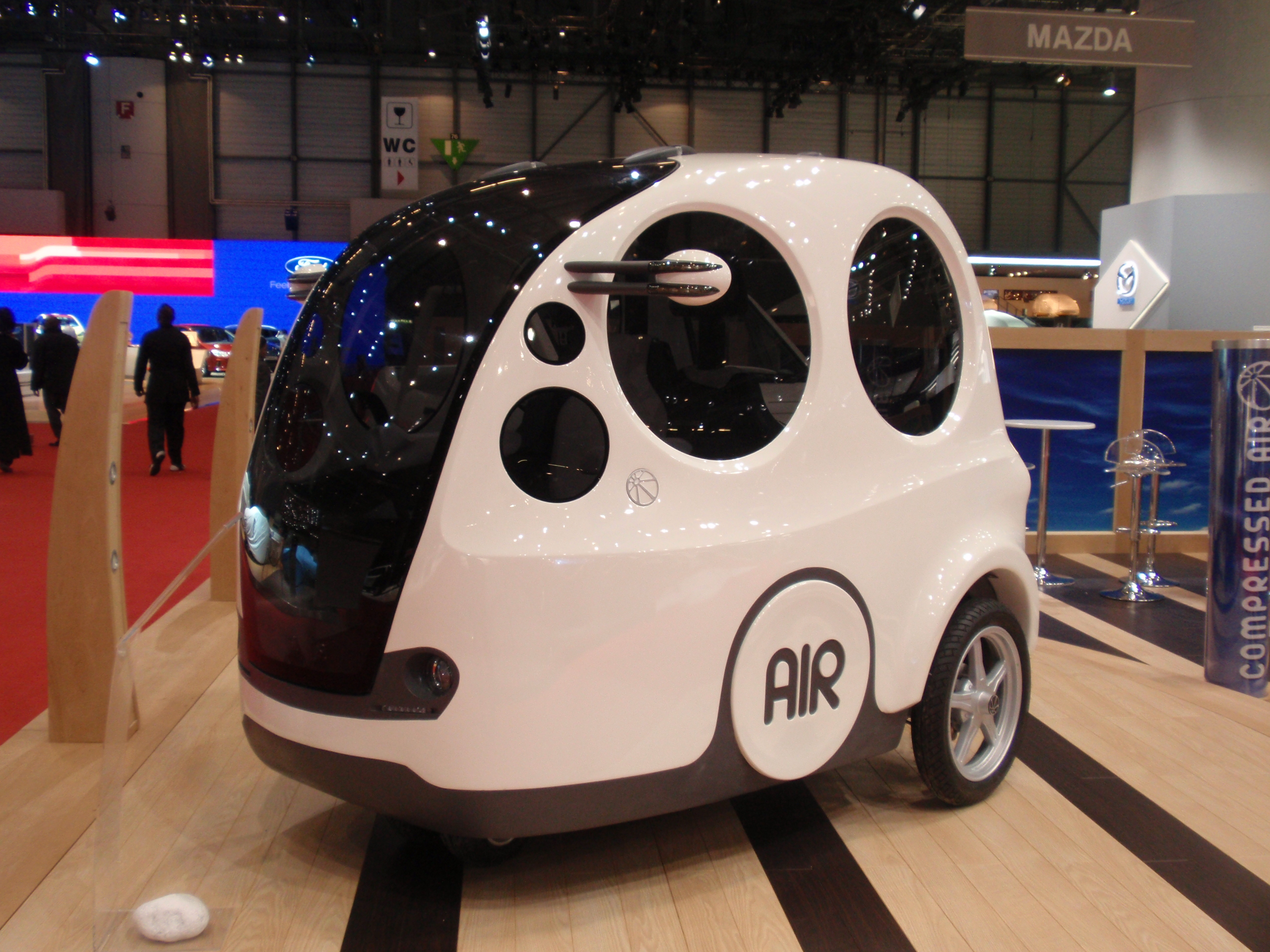
MDI AirPod. 2009년 제네바 모터쇼

AIRPod는 룩셈부르크 MDI사가 개발한 압축공기 자동차이다. 직접 또는 충전소에서 압축공기를 충전받아 운행한다. 175리터의 압축공기로 220 km를 달리며, 100 km 주행에 1500원이 든다. 3인승 3륜 자동차로 최대시속 80 km이다. 2007년부터 인도 최대 자동차 회사인 타타자동차와 합작하고 있다.